# Dynamic Invocation Interface
Das Dynamic Invocation Interface (Corba DII) bietet Schnittstellen, mittels derer dynamische CORBA-Anwendungen implementiert werden können, welche keine aus der IDL generierten Stubs oder Skeletons benötigen.
Für die Client-Seite gibt es das DII, für die Server-Seite das Dynamic Skeleton Interface.
Das DII stellt die Funktionalität zur Verfügung, um Corba Server Aufrufe dynamisch anzulegen und auszuführen. Dafür wird zur Laufzeit ein Requestobjekt angelegt, welches die gerufene Operation beschreibt, nämlich deren Namen, Typ und Werte sämtlicher Parameter.
Die Information über die zu setzenden Parameter kann ein Programm entweder fest codieren oder aus Befragung eines Interface Repository (IFR) erhalten, eines Dienstes, welcher die einer IDL-Beschreibung entsprechende Schnittstellendefinition in einer internen Form speichert.
Das Dynamic Invocation Interface (DII) ist eine zentrale Schnittstelle zum Object Request Broker. Auch Clientstubs delegieren beim Aufruf einer serverseitigen Methode an das DII. 
Im Allgemeinen wird man Aufrufsschnittstellen mittels aus IDL generierter Stubs und Skeletons implementieren. Das DII wird für Anwendungen eingesetzt, bei denen zur Kompilierzeit die IDL nicht zur Verfügung steht, z. B. Gateway- oder Monitoringprogramme.